# District de Braunau
Le district de Braunau am Inn (Bezirk Braunau) est une subdivision territoriale du Land de Haute-Autriche en Autriche.

## Communes
Le district de Braunau est subdivisé en 46 communes :
- Altheim
- Aspach
- Auerbach
- Braunau am Inn
- Burgkirchen
- Eggelsberg
- Feldkirchen bei Mattighofen
- Franking
- Geretsberg
- Gilgenberg am Weilhart
- Haigermoos
- Handenberg
- Helpfau-Uttendorf
- Hochburg-Ach
- Höhnhart
- Jeging
- Kirchberg bei Mattighofen
- Lengau
- Lochen am See
- Maria Schmolln
- Mattighofen
- Mauerkirchen
- Mining
- Moosbach
- Moosdorf
- Munderfing
- Neukirchen an der Enkach
- Ostermiething
- Palting
- Perwang am Grabensee
- Pfaffstätt
- Pischelsdorf am Engelbach
- Polling im Innkreis
- Rossbach
- St. Georgen am Fillmannsbach
- St. Johann am Walde
- St. Pantaleon
- St. Peter am Hart
- St. Radegund
- St. Veit im Innkreis
- Schalchen
- Schwand im Innkreis
- Tarsdorf
- Treubach
- Überackern
- Weng im Innkreis